# Chef d'état-major (Israël)
 (août 2014).
Si vous disposez d'ouvrages ou d'articles de référence ou si vous connaissez des sites web de qualité traitant du thème abordé ici, merci de compléter l'article en donnant les références utiles à sa vérifiabilité et en les liant à la section « Notes et références ».
Le chef d'état-major, également appelé commandant en chef des Forces de Défense d'Israël (hébreu : ראש המטה הכללי, Rosh HaMateh HaKlali, abr. Ramatkal : hébreu : רמטכ"ל) est le chef suprême de l'Armée de défense d'Israël. 
Le chef d'état-major est l'officier actif du plus haut rang de l'armée israélienne, Rav Aluf (hébreu : רב-אלוף). La seule exception à cette règle a eu lieu au cours de la guerre du Kippour, lorsque l'ancien chef d'état-major Haïm Bar-Lev, qui était un membre du gouvernement au moment de l'éclatement de la guerre, a été tiré de sa retraite. Pendant une brève période, le chef d'état-major David Elazar et lui étaient tous deux en service actif avec le grade de Rav Aluf.

## Situation juridique
La position de Ramatkal est définie dans les Lois fondamentales d'Israël de 1976 (section 3 Les Forces de défense d'Israël) :
- le niveau suprême de l'armée israélienne est le chef d'état-major ;
- le chef d'état-major doit être placé sous l'autorité du gouvernement israélien et subordonné au ministre de la Défense ;
- le chef d'état-major général est nommé par le gouvernement, conformément aux recommandations du ministre de la Défense.

Le chef d'état-major est nommé officiellement une fois tous les trois ans. Le gouvernement prononce souvent l'extension du mandat à quatre ans, et même cinq ans dans certaines occasions. Depuis le 5 mars 2025, le chef d'état-major est Eyal Zamir.

## Importance
Compte tenu de l'importance de Tsahal dans la société israélienne, le chef d'état-major est une figure publique hautement respectée. Les anciens chefs d'état-major font fréquemment fructifier l'importance de leur position dans la vie politique, et dans certains cas, le monde des affaires. Deux chefs d'état-major (Yitzhak Rabin et Ehud Barak) sont devenus Premier ministre d'Israël et neuf autres (Yigaël Yadin, Moshe Dayan, Tzvi Tzur (en), Haïm Bar-Lev, Mordechai Gur (en), Rafael Eitan, Amnon Lipkin-Shahak, Shaul Mofaz et Moshe Ya'alon) ont été membres de la Knesset. Parmi ceux-ci, seul Tzvi Tzur (en) n'a pas été nommé par le gouvernement israélien[pas clair]. Ehud Barak et trois autres anciens chefs d'état-major (Dayan, Rabin et Mofaz) ont occupé le poste de ministre de la Défense, largement considéré comme le poste ministériel le plus puissant en Israël après celui de Premier ministre.

## Liste des chefs d'état-major de Tsahal
| N° | Nom                                  | Dates     |
| -- | ------------------------------------ | --------- |
| 1  | Yaakov Dori (1899-1973)              | 1947-1949 |
| 2  | Yigaël Yadin (1917-1984)             | 1949-1952 |
| 3  | Mordekhaï Maklef (1920-1978)         | 1952-1953 |
| 4  | Moshe Dayan (1915-1981)              | 1953-1958 |
| 5  | Haïm Laskov (en) (1919-1982)         | 1958-1961 |
| 6  | Tzvi Tzur (en) (1923-2004)           | 1961-1964 |
| 7  | Yitzhak Rabin (1922-1995)            | 1964-1968 |
| 8  | Haïm Bar-Lev (1924-1994)             | 1968-1972 |
| 9  | David Elazar (1925-1976)             | 1972-1974 |
| 10 | Mordechai Gur (en) (1930-1995)       | 1974-1978 |
| 11 | Rafael Eitan (1929-2004)             | 1978-1983 |
| 12 | Moshe Levi (en) (1936-2008)          | 1983-1987 |
| 13 | Dan Shomron (1937-2008)              | 1987-1991 |
| 14 | Ehud Barak (né en 1942)              | 1991-1995 |
| 15 | Amnon Lipkin-Shahak (en) (1944-2012) | 1995-1998 |
| 16 | Shaul Mofaz (né en 1948)             | 1998–2002 |
| 17 | Moshe Ya'alon (né en 1950)           | 2002-2005 |
| 18 | Dan Haloutz (né en 1948)             | 2005-2007 |
| 19 | Gabi Ashkenazi (né en 1954)          | 2007-2011 |
| 20 | Benny Gantz (né en 1959)             | 2011-2015 |
| 21 | Gadi Eizenkot (né en 1960)           | 2015-2019 |
| 22 | Aviv Kokhavi (né en 1964)            | 2019-2023 |
| 23 | Herzi Halevi (né en 1967)            | 2023-2025 |
| 24 | Eyal Zamir (né en 1966)              | 2025-     |